# Dainius Kairelis
Dainius Kairelis, nacido el 25 de septiembre de 1979 en Utena, es un ciclista lituano, que fue profesional de 2005 a 2009.

## Palmarés
2003
- Baby Giro, más 3 etapas
- 3º en el Campeonato de Lituania Contrarreloj

2004
- 2 etapas del Baby Giro

2005
- 1 etapa del Herald Sun Tour

2006
- Campeonato de Lituania en Ruta

2007
- Giro d'Oro
- 3º en el Campeonato de Lituania en Ruta